# Centrum Democraten
Die Centrum Democraten (CD) waren eine niederländische politische Partei. Die rechtsextreme und fremdenfeindliche Partei wurde 1984 als Absplitterung der Centrumpartij gegründet. Sie hatte zwischen 1989 und 1998 einen bis drei Sitze im Parlament (Zweite Kammer) erhalten.
Politischer Führer der Partei war der Gesellschaftskundelehrer Hans Janmaat, der bereits seit 1982 für die Centrumpartij und 1984–1986 als Unabhängiger im Parlament saß. Bei den Gemeinderatswahlen 1990 errang die Partei insgesamt elf Sitze, 1994 sogar 77. Nach dem Erfolg bei der Wahl zur Zweiten Kammer 1994 mit drei Sitzen zerfiel die Partei schnell durch innere Streitigkeiten. Bei der Europawahl 1999 erreichte sie nur noch 0,5 Prozent.
Eine Abspaltung der CD war die Burgerpartij Nederland. Die CD selbst sind inaktiv, aber nicht offiziell aufgelöst.